# Nandivada Rathnasree
Nandivada Rathnasree ou N. Rathnasree, née le 26 novembre 1963 et morte le 9 mai 2021, est une astrophysicienne, communicatrice scientifique et historienne des sciences indienne. Elle fut la directrice du planétarium Nehru, en Inde, pendant plus de vingt ans. Elle est responsable des améliorations qui furent apportées apportées au planétarium, ainsi que de la recherche sur l'utilisation d'instruments astronomiques architecturaux historiques en Inde. Elle est connue pour son travail en communication scientifique.

## Vie et éducation
Nandivada Rathnasree passe son enfance dans l'État d'Andhra Pradesh, en Inde. Elle termine ses études de premier cycle à l'University College for Women d'Hyderabad et obtient une maîtrise en physique de l'Université centrale d'Hyderabad. Elle obtient un doctorat à l'Institut Tata de recherche fondamentale (TIFR), où elle avait été leur première doctorante, étudiant les étoiles binaires dans le Grand Nuage de Magellan sous la supervision du physicien Alak Ray.
Elle a épousé son collègue physicien Patrick Dasgupta et ils ont eu un fils.
Elle meurt du COVID-19 le 9 mai 2021.

## Carrière
Nandivada Rathnasree poursuit ses recherches sur les observations radio des pulsars à l'Université du Vermont, aux États-Unis, entre 1992 et 1994, et à l'Institut de recherche Raman de Bengaluru, en Inde, jusqu'en 1996. Alors qu'elle travaille aux États-Unis, elle est observatrice au radiotélescope d'Arecibo, à Porto Rico, où elle étudie la stabilité des émissions radio des pulsars.
En 1996, elle est invitée à rejoindre l'administration du planétarium Nehru à New Delhi, en Inde, et en devient directrice en 1999. Elle restera directrice du planétarium pendant 21 ans, période au cours de laquelle elle fait évoluer les mécanismes du planétarium, passant d'un système opto-mécanique à un système hybride, utilisant à la fois la projection numérique et mécanique. En outre, elle mène un certain nombre de programmes de recherche supervisés et de vulgarisation destinés aux étudiants,. Elle met en place un certain nombre d'événements publics d'observation des phénomènes astronomiques, ainsi que pour commémorer les grands chercheurs scientifiques.

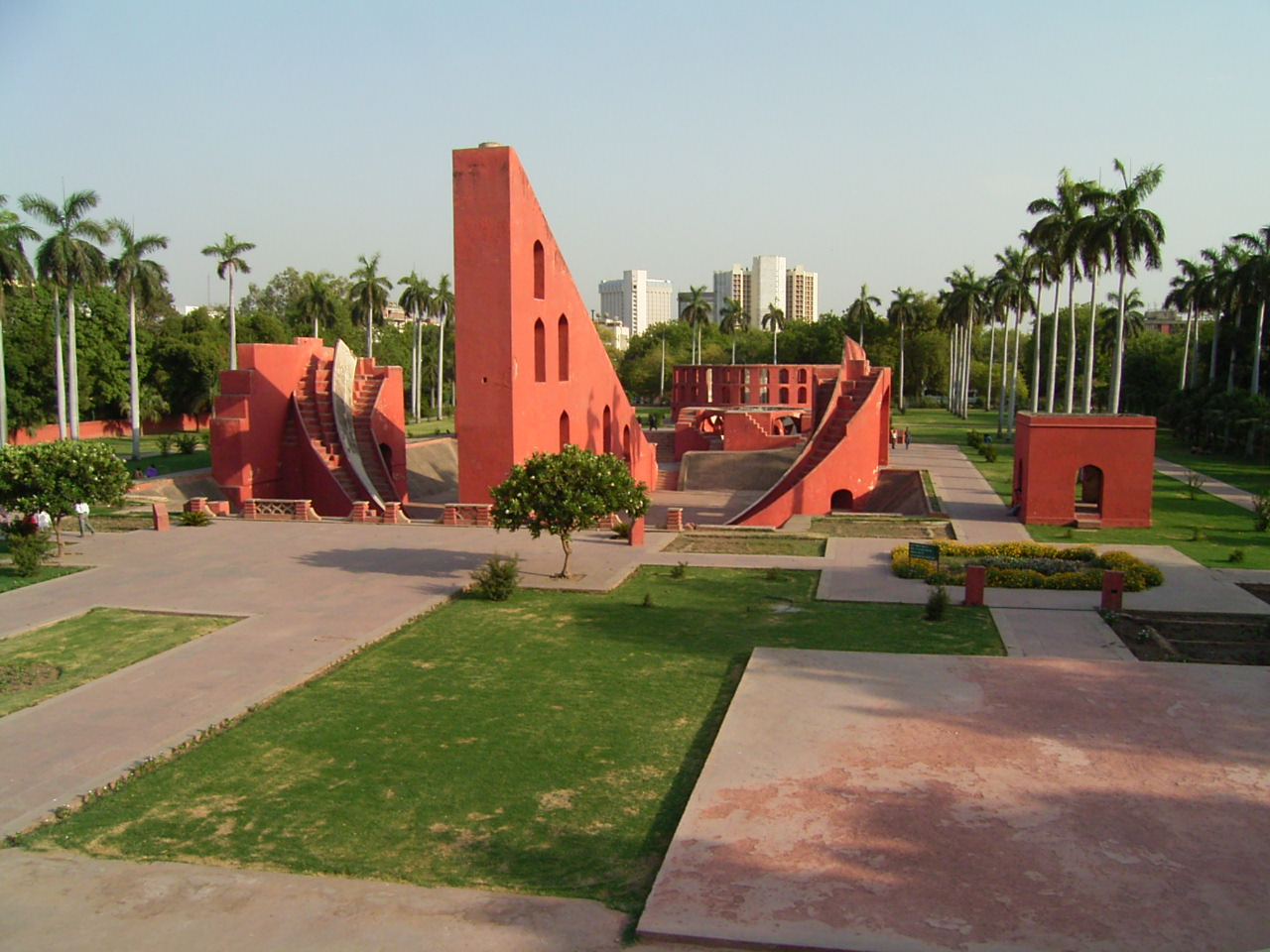
Le Jantar Mantar à Delhi.

Au début des années 2000, elle commence des recherches sur l’utilisation de structures architecturales historiques destinées à fonctionner comme instruments astronomiques. Ces structures, connues sous le nom de Jantar Mantar, ont été établies à plusieurs endroits en Inde. Rathnasree a travaillé avec les Jantar Mantars en pierre établis à Delhi, Jaipur, Ujjain et Varanasi, enseignant aux étudiants et aux chercheurs leurs utilisations et publiant plusieurs articles de recherche sur leur utilisation et leur conception historiques,. Rathnasree a proposé que les observatoires en pierre Jantar Mantar pourraient être utilisés pour enseigner l'astronomie aux étudiants d'aujourd'hui. Elle a ensuite travaillé avec l'Archaeological Survey of India sur un projet de restauration du Jantar Mantar de Delhi. Lors du Symposium de l'Union astronomique internationale (IAUS340) sur la physique solaire, à Jaipur en 2018, elle présente le Jantar Mantar de Jaipur aux chercheurs,,.
Elle était membre de la Société astronomique de l'Inde et, en 2014, elle a été nommée présidente de son Comité de vulgarisation et d'éducation du public, où elle a dirigé un certain nombre de programmes visant à améliorer la communication des idées et des concepts scientifiques aux profanes. En 2019, pour commémorer le 150e anniversaire de la naissance du Mahatma Gandhi, elle compile une collection de ses écrits sur l'astronomie et conçoit un sentier qui visite des lieux d'intérêt astronomique qu'il avait visités,. Elle a travaillé avec le National Council of Science Museums en tant que conseillère sur les communications liées à l'astronomie et a également été rédactrice en chef des publications scientifiques pour le National Council of Educational Research and Training. Elle était une opposante virulente à l'astrologie et a écrit publiquement pour critiquer une décision de la Commission indienne des subventions aux universités de l'introduire comme matière à enseigner dans l'enseignement supérieur. Elle a également milité contre la pollution lumineuse en Inde.

## Honneur
Depuis le 13 janvier 2025, l'astéroïde (19121) Rathnasree porte son nom.